# Ctrl+Alt+Del

在QWERTY键盘上的（高亮显示）

Ctrl+Alt+Del是一個非常廣泛用於IBM相容電腦上的鍵盤按鍵組合，其目的是為了立即終結電腦的異常狀態，包括當機。 
Ctrl+Alt+Del代表按住Ctrl、Alt、Del這3個按鍵，按法為先按住Ctrl和Alt後（前兩者無先後順序）再按Del。

## 由來
這個按鍵組合的發明人為原IBM工程師大衛·布拉德利（David Bradley）。當年IBM在設計個人電腦時就已經常常發生電腦運作出現故障的問題，因此為了方便快速重新啟動（reboot），布萊德利便負責設計及編寫該程式碼，據說當時他只花5分鐘。
隨著IBM相容電腦及微軟Windows作業系統的普及，這個按鍵組合幾乎是所有電腦使用者操作電腦時的必備常識。但由於通常只有電腦發生異常時才會使用Ctrl+Alt+Del，而電腦異常正是所有電腦使用者最大的惡夢，因此布萊德利曾表示：
|  | 事實上我從來沒有想過Ctrl+Alt+Del今天會這麼出名，對電腦發展的影響會這麼大。我做過很多比設計Ctrl+Alt+Del更重要的事情，但真正讓我出名的卻是這一組按鍵組合。 |

而在某次微軟創辦人比爾·蓋茨也出席的聚會中，布萊德利更是幽默地說：
|  | 我發明了這項設定，但真正讓它如此出名的卻是比爾。 |

## 作用
這個按鍵組合的作用隨微軟各代作業系統的設計而有些許不同，但其目的都一樣：“為了立即終結電腦的異常狀態。”例如，默认情况下，在机器启动而操作系统还未启动时（real mode），这个组合键可以使 BIOS 作出热启动（软启动），例如 DOS，标准模式中的 Windows 3.0 及早期版本的 Windows。在 DOS 裡按一次可以重新启动计算机；在 Windows 9x 裡，这个组合键可以调出“关闭程序”窗口，连续按两次可以重新启动计算机；在 Windows 2000 和关闭欢迎界面的 Windows XP 裡为调出“Windows安全”窗口；而在 Windows XP 裡使用欢迎画面时（默认）则是调出“任务管理器”窗口；到了 Windows Vista 以後的版本，这一组合会唤出“安全选项”界面。
在部分 Linux 系统中，例如 Ubuntu 和 Debian，Ctrl+Alt+Del可以作为注销的快捷键。在 Ubuntu Server 上，它可以用来在不登录的情况下重新启动机器。
在 Mac 机器上，Ctrl+Alt+Del 并不是一个快捷键。而它的替代方案是⌘ Command+⌥ Option+Esc。它可以打开“强制退出面板”（Force Quit panel）。Control+⌘ Command+Power使机器重新启动。

## 影響
這一創舉導致当今很多人在電腦出問題的時候想到的第一組快速鍵不是Ctrl+Alt+Delete，就是後面改成Esc的那一組；所以許多廠商包括微軟都以此為由來搶商機，但也有一些業者逆其道而行，例如Ubuntu作業系統等就沒有這組快速鍵的功能，所以微軟愛用者如果在這類系統上遇到問題，就算猛打這組快速鍵也沒辦法求救。但還是有解決方法的：
1. 長按ESC键：這是该強制結束按鍵的本意，然而并不一定有效。
2. 按“沒有回應”視窗的關閉鍵後再按弹出的中止程式視窗（或类似窗口）的中止程式。
3. 長按電源鍵：未保存的所有内容均会丢失。
4. 魔术SysRq键